# Calling All Stations
Calling All Stations è il quindicesimo e ultimo album in studio del gruppo musicale britannico Genesis, pubblicato il 2 settembre 1997.

## Descrizione
Calling All Stations è l'unico album pubblicato dai Genesis dopo l'uscita dal gruppo del cantante e batterista Phil Collins – avvenuta nel 1996 – e prima che il gruppo si sciogliesse temporaneamente, nel 1999. Voce solista è Ray Wilson il quale cofirma anche tre brani, mentre la batteria è affidata ai turnisti Nick D'Virgilio e Nir Zidkyahu. Wilson venne scelto quando la maggior parte dei brani erano stati già scritti, a cavallo tra il 1992 e il 1995, come Congo (il primo singolo), Alien Afternoon, The Dividing Line e There Must Be Some Other Way mentre la title track, Shipwrecked (secondo singolo) e Not About Us nascono da idee di Mike Rutherford.
L'album raggiunge la seconda posizione nel Regno Unito, in Germania e Norvegia, la terza in Svizzera, la quinta in Francia, la sesta in Austria, la settima in Italia, l'ottava in Spagna e la nona in Olanda; il successo del disco resta confinato alla sola Europa, con circa un milione di copie vendute, mentre negli Stati Uniti risulta l'album del gruppo con la posizione più bassa in classifica dai tempi di Selling England by the Pound (1973).

## Tracce
Testi e musiche di Tony Banks e Mike Rutherford, eccetto dove indicato.
1. Calling All Stations – 5:43
2. Congo – 4:51
3. Shipwrecked – 4:23
4. Alien Afternoon – 7:51
5. Not About Us – 4:38 (Banks, Rutherford, Ray Wilson)
6. If That's What You Need – 5:12
7. The Dividing Line – 7:45
8. Uncertain Weather – 5:29
9. Small Talk – 5:02 (Banks, Rutherford, Wilson)
10. There Must Be Some Other Way – 7:54 (Banks, Rutherford, Wilson)
11. One Man's Fool – 8:46

## Formazione
- Tony Banks – tastiere, chitarra acustica
- Mike Rutherford – chitarre, basso
- Ray Wilson – voce
- Nir Zidkyahu – batteria, nei brani 1, 2, 3, 4 (seconda metà), 5, 7, 10, 11; percussioni in Congo
- Nick D'Virgilio – batteria, nei brani 4 (prima metà), 6, 8 e 9

## Classifiche
| Classifica (1997) | Posizione massima |
| ----------------- | ----------------- |
| Austria           | 6                 |
| Belgio (Fiandre)  | 30                |
| Belgio (Vallonia) | 13                |
| Canada            | 29                |
| Finlandia         | 19                |
| Francia           | 5                 |
| Germania          | 2                 |
| Italia            | 7                 |
| Norvegia          | 2                 |
| Paesi Bassi       | 9                 |
| Regno Unito       | 2                 |
| Spagna            | 8                 |
| Stati Uniti       | 54                |
| Svezia            | 11                |
| Svizzera          | 3                 |

## Tour promozionali

### Concerti in Italia
- I concerti in Italia relativi al tour di Calling all stations nel 1998 furono i seguenti[14]:
- 17 febbraio - Casalecchio (Bologna) - Palasport
- 18 febbraio - Roma - Palasport
- 19 febbraio - Milano - Filaforum